# Bill Janklow
William John (Bill) Janklow (Chicago, 13 september 1939 – Sioux Falls, 12 januari 2012) was een Amerikaans politicus van de Republikeinse Partij. Hij was de procureur-generaal van South Dakota van 1975 tot 1979 en diende als de gouverneur van South Dakota van 1979 tot 1987 en van 1995 tot 2003. Daarna was hij kort de volksvertegenwoordiger in het Huis van Afgevaardigden voor South Dakota's at-large district tot hij moest aftreden na een auto-ongeluk waarbij één persoon om het leven kwam. Janklow overleed op 12 januari 2012 op 72-jarige leeftijd aan de gevolgen van een hersentumor.
- Gemeinsame Normdatei: 1193112060
- International Standard Name Identifier: 0000 0000 4815 4245
- Library of Congress Control Number: no2004087474
- SNAC: w68s67nx
- Biographical Directory of the United States Congress: J000286
- Virtual International Authority File: 14487757
- WorldCat: E39PBJgH77MvddvCVcwhYJdCwC